# Otto Rosing (forfatter)
Otto Pavia Jørgen Rosing (født 6. april 1896 i Nuuk, død 24. december 1965 i Aasiaat) var en grønlandsk forfatter, luthersk præst og maler.
Han var søn af Kristian Rosing og bror til Peter Rosing, og var gift med Sara Bertrud Vilhelmine Birgitte Siegstad. Sammen fik de sønnerne Jens Rosing, Emil Rosing og Peter Rosing, samt døtrene Alma Rosing, Else Rosing, Qunerseeq Rosing, Jensigne Rosing og Marie Rosing. Han boede i Danmark i 1933-34